# Ctenophorus parviceps
Ctenophorus parviceps là một loài thằn lằn trong họ Agamidae. Loài này được Storr mô tả khoa học đầu tiên năm 1964.